# Station Peckham Rye
Station Peckham Rye is een spoorwegstation van National Rail in Southwark in Engeland. Het station is eigendom van Network Rail en wordt beheerd door Southern. 